# Florent d'Anjou
D'autres Saints chrétiens portent le nom de Saint Florent. Plusieurs lieux portent également le nom de Saint-Florent.
Saint Florent d'Anjou est un ermite devenu abbé au IVe siècle, ou, selon la légende, un prêtre évangélisateur du Saumurois, et frère de Florian de Lorch. Il est fêté le 22 septembre.

## Histoire
Il est difficile de trouver des informations historiquement fiables sur saint Florent. Il semblerait que ce fut d'abord un ermite ayant vécu sur l'île d'Yeu au IVe siècle. De nombreux disciples affluèrent vers lui, et il établit pour eux un monastère. Il y fut inhumé un 22 septembre, précisément sur le mont Glonne, aujourd'hui sur la commune de Saint-Florent-le-Vieil. 
Un pèlerinage sur sa tombe se développant au fil des années, des moines récrivirent sa biographie vers la fin du Ier millénaire, de manière à rendre plus populaire sa sainteté et son influence.

## Légende
D'après la légende, il est dit que saint Florian était le frère de saint Florent, et qu'ils auraient grandi ensemble sur les rives du Danube. Soldats romains, ils sont condamnés à mort par le préfet Aquilien, après avoir été torturés, et ce pour avoir refusé de sacrifier aux idoles. La mort choisie pour eux est la noyade dans l'Enns, une pierre au cou. Mais en chemin, un ange  apparaît à Florent et lui demande d'aller rejoindre saint Martin à Tours, ce qu'il fait, laissant son frère aux supplices du martyre. Saint Martin, prévenu par un ange, l'ordonne prêtre à son arrivée.
Saint Florent devra ensuite aller sur le mont Glonne, pour débarrasser la région des serpents dont elle était infestée, et l'évangéliser,. Les serpents sont ici à interpréter comme un symbole des mœurs païennes.
Par la suite, il voyagera beaucoup et accomplira de nombreux miracles. Parmi les plus notoires, à Candes, il sauve un enfant de la noyade. L'enfant, qui était depuis trois jours au fond du fleuve, se réveille miraculeusement. Il rend aussi la vue à sa mère, qui était aveugle. À Saumur, par la seule arme de la prière, il contraint un dragon qui terrorisait la région à fuir à tout jamais.
Il meurt, d'après la légende, le 30 septembre 390, près du mont Glonne, à un âge fort avancé.
Ce récit un brin fantaisiste a été reconnu comme tel par les Bénédictins et par l'ensemble des spécialistes, qui ne lui accordent que peu d'importance historique, mais en revanche lui concèdent une signification symbolique certaine ; ainsi l'exemple du dragon étant à prendre comme une image d'un fléau ou d'une épidémie qui frappa la région à cette époque, évangélisée par saint Martin.

## Reliques
La dépouille de saint Florent aurait été inhumée dans une petite chapelle du monastère du Mont-Glonne.
Lors des invasions vikings, en 853, les religieux du monastère fuient dans le Berry, puis à Saint-Gondon et à Tournus. Les moines de Tournus refusent de rendre les reliques de saint Florent, mais le moine Absalon réussi à les dérober et se réfugie en Anjou dans une grotte des bords de Loire, à Montsoreau. Il les amène ensuite près du château de Saumur où une nouvelle abbaye est fondée, Saint-Florent-le-Jeune, pour la différencier de l'abbaye du Mont-Glonne, nommée désormais Saint-Florent-le-Vieil. Le monastère est détruit par un incendie en 1022, puis détruit lors de la prise de Saumur en 1025 par Foulques Nerra. Le comte de Vermandois s'empare des reliques en 1077 et les transfère à Roye, près d'Amiens.
En 1475, Louis XI de France décide de retourner les reliques à Saumur, dotant l'abbaye saumuroise d'un reliquaire, mais celles-ci sont saisies en chemin par la population de Noyant qui les gardent pendant cinq ans. En 1496, le Parlement de Paris décide de scinder les reliques en deux, pour moitié à Saint-George de Roye, et l'autre pour Saint-Florent-le-Jeune.
Le reliquaire saumurois est détruit par les protestants en 1562, mais les reliques sont sauvées. Lors de la Révolution, elles disparaissent. En 1850, une partie des ossements qui avaient été gardés à Saint-George de Roye est déposée dans la crypte de l'église de Saint-Florent-le-Vieil. À Roye, les reliques sont désormais conservées à l'église Saint-Pierre.

## Postérité
Deux abbayes angevines ont porté son nom : 
- Saint-Florent-le-Vieil (ancien Mont-Glonne), la commune de Saint-Florent-le-Vieil en a pris le nom.
- Saint Florent-le-Jeune, la commune de Saint-Hilaire-Saint-Florent, associée à Saumur, en perpétue le souvenir.
- Collégiale Saint-Florent de Roye

Saint Florent d'Anjou est fêté le 22 septembre.
Une tenture décrivant la vie de saint Florent est réalisée vers 1524 pour l'abbaye de Saint-Florent de Saumur. Elle est aujourd'hui conservée à Saumur.